# Pays de Vannes
Ne doit pas être confondu avec Vannetais.
 (août 2025).
Motif : Absence de sources secondaires, les Pays loi Voynet ne sont pas admissibles d'office.
- Archive Wikiwix
- Bing
- Cairn
- DuckDuckGo
- E. Universalis
- Gallica
- Google
- G. Books
- G. News
- G. Scholar
- Persée
- Qwant
- (zh) Baidu
- (ru) Yandex
- (wd) trouver des œuvres sur Wikidata

| 1. | Préciser le motif de la pose du bandeau. | Précisez le motif de la pose du bandeau en utilisant la syntaxe suivante : {{admissibilité à vérifier\|date=août 2025\|motif=remplacez ce texte par le motif}}                      |
| 2. | Informer les utilisateurs concernés.     | Pensez à avertir le créateur de l'article, par exemple, en insérant le code ci-dessous sur sa page de discussion : {{subst:avertissement admissibilité à vérifier\|Pays de Vannes}} |

Le Groupement d'intérêt public du pays de Vannes comprend 215 000 habitants sur 59 communes réparties en trois structures intercommunales :
- Golfe du Morbihan - Vannes Agglomération
- Communauté de communes Arc Sud Bretagne
- Questembert Communauté